# Antanas Nesteckis
Antanas Nesteckis (*  26. Januar 1956 in Pelaičiai, Rajongemeinde Plungė) ist ein litauischer linker Politiker, Vizebürgermeister der Rajongemeinde Kaunas. 

## Leben
Nach dem Abitur  1974  an der Mittelschule Rietavas  im heutigen Bezirk Telšiai absolvierte Antanas Nesteckis 1979 das Diplomstudium als Elektroingenieur an der Fakultät für Elektrifikation der Landwirtschaftsakademie Litauens und 2008  das MBA-Masterstudium an der Landwirtschaftsuniversität Litauens bei Kaunas.
Von 1979 bis 1987 arbeitete er  im „Pirmūno“-Kolchos bei Kaunas. Von 1990 bis 2012 war er Mitglied im Rat der Rajongemeinde Kaunas.  1996 leitete er das Finanzamt Litauens am Finanzministerium Litauens (VMI) und von 2002 bis 2011 die Filiale Kaunas von VMI. 
Von 1992 bis 1996 und von 2012 bis 2016 war er Mitglied im Seimas. Von 2017 	bis 2019 war er Direktor der Verwaltung und seit 2019 ist er stellvertretender Bürgermeister der Rajongemeinde Kaunas (2023 wiederholt ernannt). Er ist Stellvertreter von Bürgermeister Makūnas.
Ab 1990 war Nesteckis Mitglied der Lietuvos demokratinė darbo partija. Seit 2001 ist er Mitglied der Lietuvos socialdemokratų partija.

## Familie
Er ist verheiratet und hat zwei Söhne.